# Lick

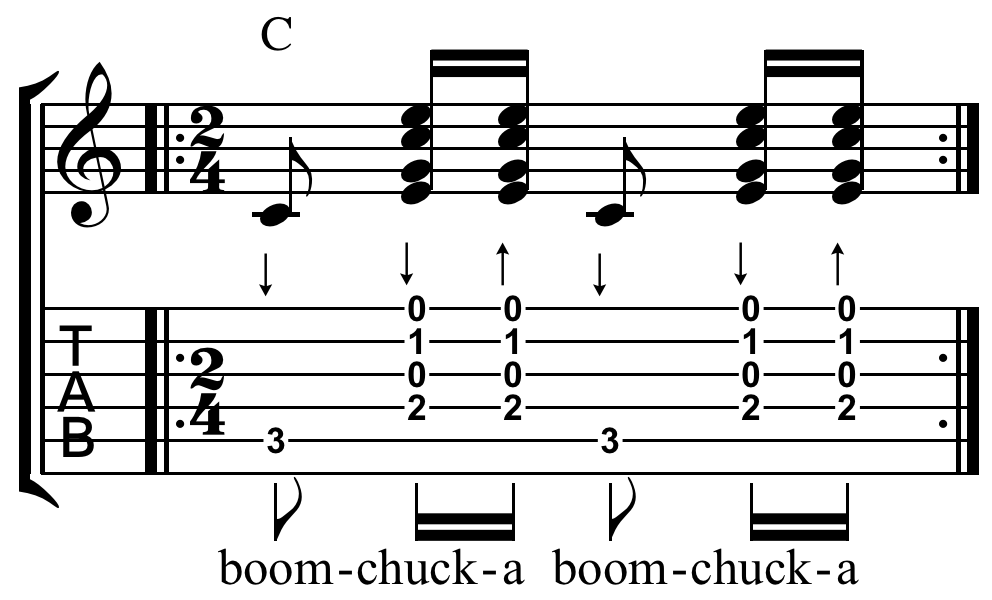
„Carter-style lick.“ (Notation)

Das Lick ist eine instrumentale Phrase in der Jazz- und der Rockmusik. Es handelt sich um auf der Gitarre oder dem Bass (oder anderen Melodieinstrumenten) gespielte musikalische „Wörter“ oder „Sätze“ (melodische Patterns), die unter anderem als Vokabular und zum Erlernen der Improvisation Verwendung finden.
Licks sind kurze Melodielinien, die meist nur einen oder zwei Takte lang sind. Sie sind oft so aufgebaut, dass während des Licks kein Akkordwechsel stattfindet. Dadurch lassen sie sich leicht innerhalb eines Liedes auf andere Akkorde transponieren. So kann die gleiche musikalische Phrase, evtl. entsprechend hoch- oder heruntertransponiert, auch über Akkordwechsel hinweg eingesetzt werden. Unter anderem können Licks auch als „Bausteine“ verwendet werden, um ein Solo zusammenzusetzen.
Das Lick kann als ein Motiv mehrmals wiederholt werden, sowohl unmittelbar hintereinander, als auch im Song selbst, eventuell auch in Variationen.
Licks außerhalb der Soli werden (zumindest in der Rock- und Popmusik) üblicherweise immer in gleicher Art und Weise gespielt, in einem Solo können sich die Licks zwischen der Studioaufnahme und einer Live-Aufführung oder auch von Musiker zu Musiker (z. B. bei einer Coverversion) unterscheiden. Dies liegt vor allem an der Tatsache, dass innerhalb der Soli oft improvisiert wird.
Oft wird als Synonym für Lick auch Riff verwendet, was zumindest ungenau ist. Ein Riff ist als thematisches Element wiedererkennbar, es definiert eine wichtige, meist rhythmisch prägnante Grundidee eines Songs oder Songteils. Ein Riff wird meist mit „seinem“ Song assoziiert. Zitiert man das Riff in einem anderen Kontext, wird es als Zitat wiedererkannt. Ein Lick ist meist nicht thematisch wiedererkennbar, es kann daher in anderem Kontext verwendet werden, ohne dass beim Hörer gleich eine Assoziation zu einem bestimmten Song hervorgerufen wird.